# Biškek
Biškek (in kirghiso Бишкек?, Bişkek, [biʃˈkek]; in russo Бишкек?; a volte translitterato Bishkek o Bişkek, dal 1926 al 1991 Frunze, in precedenza Pišpek) è la capitale e città più popolosa del Kirghizistan, inoltre è il capoluogo della regione di Čuj.
Il suo nome in lingua chirghisa significa zangola (recipiente di legno utilizzato per trasformare la panna in burro), in particolare quella usata per ottenere il kumis, il latte di giumenta fermentato, che rappresenta la bevanda nazionale del Paese. Le lingue ufficiali sono il russo e il chirghiso.
Vi sono numerose leggende sul motivo per cui si diede alla città il nome di un attrezzo, ma la teoria più accreditata è che la scelta nacque dalla mera assonanza esistente fra il vecchio nome Pişpek (Пишпек) e il termine kirghiso Biškek.

## Geografia fisica

### Territorio
È situata a circa 800 m s.l.m. sul bordo settentrionale dei monti Alatau, una diramazione della catena del Tien Shan. La città è infatti circondata da una cornice di monti perennemente innevati alti oltre 4.800 m.

### Clima
La temperatura media è pari a 10,4 °C mentre le precipitazioni totali annue sono di 441 mm. Il mese più caldo è luglio con una temperatura media di 24,7 °C e quello più freddo è gennaio con una media di −2,7 °C. Le precipitazioni sono distribuite nell'anno, lievemente maggiori nei mesi primaverili.
| Biškek (1991-2020) Fonte:   | Mesi         | Mesi         | Mesi         | Mesi         | Mesi        | Mesi        | Mesi        | Mesi        | Mesi        | Mesi         | Mesi         | Mesi         | Stagioni | Stagioni | Stagioni | Stagioni | Anno  |
| Biškek (1991-2020) Fonte:   | Gen          | Feb          | Mar          | Apr          | Mag         | Giu         | Lug         | Ago         | Set         | Ott          | Nov          | Dic          | Inv      | Pri      | Est      | Aut      | Anno  |
| --------------------------- | ------------ | ------------ | ------------ | ------------ | ----------- | ----------- | ----------- | ----------- | ----------- | ------------ | ------------ | ------------ | -------- | -------- | -------- | -------- | ----- |
| T. max. media (°C)          | 2,9          | 5,1          | 12,1         | 18,7         | 24,1        | 29,5        | 32,4        | 31,4        | 25,6        | 18,5         | 10,3         | 4,6          | 4,2      | 18,3     | 31,1     | 18,1     | 17,9  |
| T. media (°C)               | −2,7         | −0,5         | 6,2          | 12,8         | 17,8        | 22,9        | 25,5        | 24,2        | 18,7        | 11,6         | 4,2          | −1,1         | −1,4     | 12,3     | 24,2     | 11,5     | 11,6  |
| T. min. media (°C)          | −7,1         | −4,9         | 1,0          | 6,9          | 11,2        | 16,1        | 18,4        | 16,9        | 11,7        | 5,6          | −0,5         | −5,2         | −5,7     | 6,4      | 17,1     | 5,6      | 5,8   |
| T. max. assoluta (°C)       | 20,0 (2021)  | 25,4 (2016)  | 30,5 (1971)  | 34,7 (1946)  | 36,7 (2018) | 40,9 (2005) | 42,1 (2015) | 39,7 (2012) | 37,1 (1998) | 34,2 (2015)  | 29,8 (2017)  | 23,3 (1971)  | 25,4     | 36,7     | 42,1     | 37,1     | 42,1  |
| T. min. assoluta (°C)       | −31,9 (1969) | −34,0 (1951) | −21,8 (1951) | −12,3 (1960) | −4,0 (1985) | 3,9 (1943)  | 7,4 (1936)  | 5,1 (1972)  | −2,8 (1944) | −11,2 (1987) | −32,2 (1952) | −29,1 (1952) | −34,0    | −21,8    | 3,9      | −32,2    | −34,0 |
| Nuvolosità (okta al giorno) | 6,5          | 6,4          | 6,8          | 6,5          | 6,2         | 5,3         | 4,9         | 4,0         | 3,6         | 4,8          | 5,8          | 6,1          | 6,3      | 6,5      | 4,7      | 4,7      | 5,6   |
| Precipitazioni (mm)         | 28           | 37           | 51           | 75           | 60          | 34          | 19          | 15          | 19          | 37           | 44           | 37           | 102      | 186      | 68       | 100      | 456   |
| Giorni di pioggia           | 3            | 5            | 9            | 12           | 13          | 10          | 10          | 6           | 6           | 8            | 7            | 4            | 12       | 34       | 26       | 21       | 93    |
| Nevicate (cm)               | 5            | 3            | 1            | 0            | 0           | 0           | 0           | 0           | 0           | 0            | 1            | 3            | 11       | 1        | 0        | 1        | 13    |
| Giorni di neve              | 9            | 9            | 5            | 2            | 0,3         | 0,0         | 0,0         | 0,0         | 0,0         | 1,0          | 4,0          | 7,0          | 25,0     | 7,3      | 0,0      | 5,0      | 37,3  |
| Giorni di nebbia            | 6            | 6            | 2            | 0            | 0,2         | 0,2         | 0,0         | 0,0         | 0,1         | 1,0          | 3,0          | 6,0          | 18,0     | 2,2      | 0,2      | 4,1      | 24,5  |
| Umidità relativa media (%)  | 75           | 75           | 71           | 63           | 60          | 50          | 46          | 45          | 48          | 62           | 70           | 75           | 75       | 64,7     | 47       | 60       | 61,7  |
| Vento (direzione-m/s)       | SE 1,3       | W 1,4        | W 1,6        | W 1,9        | W 1,8       | S 1,8       | S 1,9       | S 1,8       | S 1,6       | S 1,4        | S 1,3        | S 1,2        | 1,3      | 1,8      | 1,8      | 1,4      | 1,6   |

## Storia
Nel 1825 il khan uzbeko di Kokand fece costruire, sulle rive di un affluente del fiume Ču, un forte di argilla, uno dei molti che punteggiavano i dintorni della via della seta e delle altre strade carovaniere asiatiche. Nel 1862 il forte fu raso al suolo dai russi che insediarono nella zona una guarnigione e 16 anni dopo fondarono la città di Pishpek, abitata da contadini russi attratti dagli incentivi e dalla fertilità della terra.
Nel 1926 venne rinominata Frunze (Фрунзе) in onore del comandante russo Michail Vasil'evič Frunze, originario del posto e la città divenne capitale della Repubblica Socialista Sovietica Kirghisa, facente parte dell'URSS.
Nel 1991 la città ha preso il nome di Biškek. Mentre nella città sono ancora chiaramente visibili resti dell'epoca sovietica, nella piazza Ala-Too si può ammirare una Statua della Libertà, inaugurata nel 1999 in occasione dell'ottavo anniversario di indipendenza del Kirghizistan: essa rappresenta una donna kirghisa alata che sorregge una fiamma in una corona d'alloro dorata.
Nel 2002 gli Stati Uniti d'America hanno ottenuto il diritto di utilizzare il vicino aeroporto internazionale di Manas, come una base aerea per le operazioni militari in Afghanistan e in Iraq. Nel 2003 anche la Russia ha istituito a Kant, un sobborgo di Biškek 20 km ad est della capitale, una base aerea. Questa installazione si basa sui resti di un'importante scuola di formazione per piloti militari sovietici, che annoverò tra i suoi studenti anche Hosni Mubarak, in seguito divenuto presidente dell'Egitto.

## Monumenti e luoghi d'interesse
La piazza Ala-Too viene solitamente indicata come il centro di Biškek: adornata da numerosi monumenti ed edifici di grande importanza culturale come la statua di Manas e il museo nazionale di storia. La piazza è attraversata dalla strada Čuj, che la collega ad altri luoghi d'interesse come il bazar Osh e la Casa Bianca. Quest'ultima è un edificio di sette piani realizzato in marmo, secondo i canoni del classicismo socialista, e completato nel 1985 come quartier generale del partito comunista della Repubblica Socialista Sovietica Kirghisa.
Altri luoghi d'interesse sono la sede della filarmonica nazionale del Kirghizistan, il teatro dell'opera e del balletto e la stazione ferroviaria Biškek-2, costruita nel 1946 da prigionieri di guerra tedeschi. A pochi passi dalla stazione vi è la statua del militare sovietico Michail Frunze.

## Società

### Evoluzione demografica
Biškek è la città più popolosa del Kirghizistan. Stando alle stime del 2015, la popolazione si attesta intorno ai 937.400 abitanti, di cui il 66% è appartenente all'etnia kirghisa e un ulteriore 20% da discendenti di europei (soprattutto russi e ucraini). Nonostante ciò la lingua russa è ancora la più parlata nella capitale, mentre il kirghiso va assumendo un ruolo sempre più marginale, soprattutto fra le nuove generazioni.

## Economia
A partire dalla dissoluzione dell'Unione Sovietica, Biškek è una città in via di sviluppo.
Oggi la città kirghisa ha avviato un programma di sviluppo in campo del greggio, per ingenti giacimenti petroliferi presenti nel paese.

## Infrastrutture e trasporti

### Aereo
L'aeroporto più vicino a Biškek è l'Aeroporto Internazionale di Manas (IATA: FRU, ICAO: UAFM) è un aeroporto internazionale situato a 23 km a nord-ovest dal centro cittadino. Lo scalo aeroportuale è la base tecnica e lo hub principale delle compagnie aeree Air Bishkek, Kyrgyzstan Air, Avia Traffic Company che collegano Biškek tramite voli di linea con la Russia (Mosca, Novosibirsk, Krasnojarsk, Irkutsk), la Cina, gli Emirati Arabi Uniti, il Pakistan, l'India e il Kazakistan.

### Treno
La città dispone di una stazione ferroviaria, che ha tratte dirette con Mosca e con la Siberia (Novosibirsk e Novokuzneck).

## Amministrazione

### Gemellaggi
Biškek è gemellata con:
- Almaty
- Ankara, dal 1992
- Astana
- Aşgabat [12]
- Chemnitz, dal 1997
- Colorado Springs, dal 1994 [13]
- Daegu, dal 2016
- Gumi, dal 1991
- Lianyungang, dal 2014
- Liegi
- Meriden, dal 2005
- Minsk, dal 2008
- Qazvin
- Samsun [14]
- Smirne, dal 1994
- Tashkent [15]
- Teheran, dal 1994
- Trebisonda, dal 2014 [16]
- Ufa, dal 2017
- Ürümqi [17]
- Wuhan, dal 2014
- Yinchuan, dal 2000